# Fritz Latzke
Fritz Latzke (* 6. März 1900 in Köslin; † 29. September 1958 in Avenwedde) war ein deutscher Politiker (USPD, KPD, UAPD).
Fritz Latzke besuchte von 1906 bis 1914 die Volksschule in Köslin. Anschließend erlernte er das Tischlerhandwerk. 1918 wurde er Mitglied der Gewerkschaft und 1919 trat er in die Unabhängige Sozialdemokratische Partei Deutschlands (USPD) ein. 1920 verließ Latzke die USPD und wurde Mitglied der Kommunistischen Partei Deutschlands (KPD).
Im Juli 1932 wurde Latzke als Kandidat seiner Partei für den Wahlkreis 6 (Pommern) in den Reichstag gewählt, dem er in der Folge bis zum November 1932 angehörte. Seit 1929 war er zudem Mitglied des Provinziallandtags der Provinz Pommern.
Nach dem Zweiten Weltkrieg war Fritz Latzke zeitweise Bezirksvorsitzender der westdeutschen KPD in Kiel. Von dieser Position wurde er schließlich wegen Abweichung von der Parteilinie als „parteifeindlicher Agent“ entfernt. Anschließend trat er in die kurzlebige titoistische UAPD ein und wurde im März 1951 in deren Führungsspitze gewählt.